# トリル基

トリル基の構造

トリル基（トリルき、tolyl group）とは、有機化学におけるアリール基の一種で、トルエンの芳香環上から水素を1個除去した構造の1価の基のこと。すなわち メチルフェニル基 にあたる。"tolyl" は IUPAC命名法により許容される慣用名。メチル基の位置によって o-トリル基、m-トリル基、p-トリル基 の3種類がある。o-トリル基は立体障害を持つアリール基として用いられたり、p-トリル基が 1H NMR スペクトルの形を単純化するアリール基として選ばれたり、使い分けが存在する。

## 関連する基
キシリル基（キシリルき、xylyl group）は、キシレンの芳香環上から水素を1個除去した1価の基で、ジメチルフェニル基のIUPAC許容慣用名。2個のメチル基の位置は数字を付与して示す（例: 2,6-キシリル基）。
メシチル基 (mesityl)、as-プソイドクミル基 (as-pseudocumyl)、v-プソイドクミル基 (v-pseudocumyl)、s-プソイドクミル基 (s-pseudocumyl) はいずれも トリメチルフェニル基の慣用名で、それぞれ 2,4,6-、2,3,5-、2,3,6-、2,4,5-トリメチルフェニル基 を示す。メシチレン（2,4,6-トリメチルベンゼン）あるいは プソイドクメン（シュードクメン、1,2,4-トリメチルベンゼン）の芳香環から水素を1個除去したもの。この中でメシチル基のみがIUPAC許容慣用名とされ、かさ高いアリール基として配位子などで利用される。
ジュリル基 (duryl) は、デュレン (1,2,4,5-テトラメチルベンゼン）の芳香環から水素を1個取り除いた構造のアリール基。2,3,5,6-テトラメチルフェニル基。